# Miranda Richardson
Miranda Jane Richardson (Southport, Merseyside, Lancashire grófság, Egyesült Királyság, 1958. március 3. –) kétszeres Golden Globe-díjas angol színésznő.

## Filmográfia

### Film
| Év   | Magyar cím                          | Eredeti cím                                   | Szerep                         | Magyar hang        |
| ---- | ----------------------------------- | --------------------------------------------- | ------------------------------ | ------------------ |
| 1980 |                                     | The First Day (rövidfilm)                     | hallgató                       |                    |
| 1985 | Csak egy tánc volt                  | Dance with a Stranger                         | Ruth Ellis                     | Kiss Erika         |
| 1985 | A gyanúsított                       | The Innocent                                  | Mary Turner                    |                    |
| 1985 |                                     | Underworld                                    | Oriel                          |                    |
| 1987 |                                     | Eat the Rich                                  | DHSS Blonde                    |                    |
| 1987 | A Nap birodalma                     | Empire of the Sun                             | Mrs. Victor                    | Sáfár Anikó        |
| 1989 | Őrült majom                         | Twisted Obsession                             | Marilyn                        |                    |
| 1990 | Agglegény                           | Mio caro dottor Gräsler                       | Frederica / özvegyasszony      | Orosz Helga        |
| 1990 |                                     | The Fool                                      | Columbine / Rosalind / Ophelia |                    |
| 1991 |                                     | Broken Skin (rövidfilm)                       | anya                           |                    |
| 1992 | Síró játék                          | The Crying Game                               | Jude                           | Radó Denise        |
| 1992 | Végzet                              | Damage                                        | Ingrid Fleming                 | Hámori Ildikó      |
| 1992 | Elvarázsolt április                 | Enchanted April                               | Rose Arbuthnot                 | Tóth Enikő         |
| 1993 |                                     | Century                                       | Clara                          |                    |
| 1993 |                                     | The Line, the Cross and the Curve (rövidfilm) | rejtélyes nő                   |                    |
| 1994 | Tom és Viv                          | Tom & Viv                                     | Vivienne Haigh-Wood            | Haffner Anikó      |
| 1994 | Tom és Viv                          | Tom & Viv                                     | Vivienne Haigh-Wood            | Major Melinda      |
| 1995 |                                     | The Night and the Moment                      | Julie                          |                    |
| 1996 | Esthajnalcsillag                    | The Evening Star                              | Patsy Carpenter                | Andai Györgyi      |
| 1996 | Kansas City                         | Kansas City                                   | Carolyn Stilton                | Takács Katalin     |
| 1996 | Kansas City                         | Kansas City                                   | Carolyn Stilton                | Hámori Ildikó      |
| 1996 | Mary Swann                          | Swann                                         | Sarah Maloney                  |                    |
| 1997 |                                     | The Designated Mourner                        | Judy                           |                    |
| 1997 | Az apostol                          | The Apostle                                   | Toosie                         |                    |
| 1999 | A király és én                      | The King and I                                | Anna Leonowens (hangja)        |                    |
| 1999 | Diplomáciai védettség               | The Big Brass Ring                            | Dinah                          |                    |
| 1999 | Jacob kettő és a Maszkos Karom      | Jacob Two Two Meets the Hooded Fang           | Miss Fowl                      |                    |
| 1999 | Az Álmosvölgy legendája             | Sleepy Hollow                                 | Lady Mary Van Tassel           | Kubik Anna         |
| 1999 | Az Álmosvölgy legendája             | Sleepy Hollow                                 | A Nyugati Erdők Boszorkánya    | Bessenyei Emma     |
| 1999 | A csodatevő                         | The Miracle Maker                             | Mária Magdolna (hangja)        |                    |
| 2000 | Get Carter                          | Get Carter                                    | Gloria Carter                  | Fehér Júlia        |
| 2000 | Get Carter                          | Get Carter                                    | Gloria Carter                  | Balogh Anikó       |
| 2000 | Get Carter                          | Get Carter                                    | Gloria Carter                  | Orosz Helga        |
| 2000 | Csibefutam                          | Chicken Run                                   | Tepsiné asszony (hangja)       | Menszátor Magdolna |
| 2000 |                                     | The Magic of Vincent (rövidfilm)              | Anne Saunders                  |                    |
| 2002 | Az órák                             | The Hours                                     | Vanessa Bell                   | Götz Anna          |
| 2002 | Pók                                 | Spider                                        | Yvonne / Mrs. Cleg             | Tóth Enikő         |
| 2003 | A nagy alakítás                     | The Actors                                    | Mrs. Magnani                   |                    |
| 2003 | Placid Lake szenvedélye             | The Rage in Placid Lake                       | Sylvia Lake                    |                    |
| 2003 |                                     | Falling Angels                                | Mary Field                     |                    |
| 2004 | Én és a hercegem                    | The Prince and Me                             | Rosalind királyné              | Vándor Éva         |
| 2004 | Az ifjú Churchill kalandjai         | Churchill: The Hollywood Years                | Eva Braun                      | Nyírő Bea          |
| 2004 | Az operaház fantomja                | The Phantom of the Opera                      | Madame Giry                    |                    |
| 2005 | Szentivánéji álom                   | El sueño de una noche de San Juan             | Titania (hangja)               |                    |
| 2005 | Gyerekkorom Afrikában               | Wah-Wah                                       | Lauren Compton                 | Kovács Nóra        |
| 2005 | Harry Potter és a Tűz Serlege       | Harry Potter and the Goblet of Fire           | Rita Vitrol                    | Solecki Janka      |
| 2006 | Párizs, szeretlek!                  | Paris, je t'aime                              | A feleség (Bastille szegmens)  |                    |
| 2006 | A káosz birodalma                   | Southland Tales                               | Nana Mae Van Adler-Frost       | Kovács Nóra        |
| 2006 |                                     | Provoked: A True Story                        | Veronica Scott                 |                    |
| 2007 | Szemgolyó                           | Puffball                                      | Mabs Tucker                    | Vándor Éva         |
| 2007 |                                     | Spinning into Butter                          | Catherine Kenney               |                    |
| 2007 | Télbratyó                           | Fred Claus                                    | Mrs. Annette Claus             | Zsurzs Kati        |
| 2009 | Az ifjú Viktória királynő           | The Young Victoria                            | Kent hercegnője                | Kovács Nóra        |
| 2009 | Kis Vuk                             | Kis Vuk                                       | Anna Conda (angol hangja)      |                    |
| 2010 | Harc az egyenjogúságért             | Made in Dagenham                              | Barbara Castle                 | Kubik Anna         |
| 2010 | Harry Potter és a Halál ereklyéi 1. | Harry Potter and the Deathly Hallows – Part 1 | Rita Vitrol                    | nem szólal meg     |
| 2013 | Belle                               | Belle                                         | Lady Ashford                   | Kovács Nóra        |
| 2014 | Muppet-krimi: Körözés alatt         | Muppets Most Wanted                           | berlini nő az ablakban         |                    |
| 2014 | Az ifjúság végrendelete             | Testament of Youth                            | Miss Hilda Lorimer             | Kovács Nóra        |
| 2017 |                                     | iBoy                                          | Nan                            |                    |
| 2017 | Churchill                           | Churchill                                     | Clementine Churchill           |                    |
| 2017 | Bostoni erő                         | Stronger                                      | Patty Bauman                   | Kovács Nóra        |
| 2017 | Bostoni erő                         | Stronger                                      | Patty Bauman                   | Menszátor Magdolna |
| 2020 |                                     | Rams                                          | Kat                            |                    |
| 2022 | Egy ház, három család               | The House                                     | Clarice néni (hangja)          |                    |
| 2023 | A bűvész elefántja                  | The Magician's Elephant                       | Madam LaVaughn (hangja)        | Farkasinszky Edit  |
| 2023 | Csibefutam: A csirkefalatok hajnala | Chicken Run: Dawn of the Nugget               | Tepsiné asszony (hangja)       | Menszátor Magdolna |

### Televízió
- 2015 – Tíz kicsi katona (And Then There Were None) – Emily Caroline Brent
- 2006 – Merlin 2. - A varázslóinas (Merlin’s Apprentice) – a Tó Szelleme
- 2005 – Gideon’s Daughter – Stella
- 2003 – Az elfelejtett herceg (The Lost Prince) – Mária királynő
- 2001 – Hófehérke (Snow White) – Elspeth királynő
- 1999 – Alice Csodaországban (Alice in Wonderland) – A szívek királynője
- 1999 – A James Bond sztori (The James Bond Story) – narrátor
- 1999 – Fekete Vipera: Oda-vissza (Blackadder Back & Forth) – Erzsébet királynő
- 1998 – Merlin – Mab királynő / A Tó Hölgye
- 1998 – Mindent a szerelemért (All For Love) – Miss Gilchrist
- 1998 – A szájkosár (The Scold’s Bridle) – Dr. Sarah Blakeney
- 1997 – A repülés hercege (Saint-Ex) – Consuelo de Saint-Exupéry
- 1994 – A Harmadik Birodalom (Fatherland) – Charlie Maguire
- 1991 – Régi idők (Old Times) – Anna
- 1988 – A Fekete Vipera karácsonyi éneke (Blackadder’s Christmas Carol) – Erzsébet királynő
- 1984 – Egy gazdag nő (A Woman of Substance) – Paula McGill Amory

## Díjak és jelölések
- 1995 – Golden Globe-díj – a legjobb női epizódszereplő tv-filmben (A Harmadik Birodalom)
- 1993 – Golden Globe-díj – a legjobb vígjáték- vagy musicalszínésznő (Elvarázsolt április)
- 2005 – Golden Globe-jelölés – a legjobb színésznő tv-filmben (Az elfelejtett herceg)
- 2000 – Golden Globe-jelölés – a legjobb női epizódszereplő tv-filmben (Diplomáciai védettség)
- 1999 – Golden Globe-jelölés – a legjobb színésznő tv-filmben (Merlin)
- 1995 – Oscar-jelölés – a legjobb színésznő (Tom és Viv)
- 1995 – Golden Globe-jelölés – a legjobb drámai színésznő (Tom és Viv)
- 1993 – Oscar-jelölés – a legjobb női epizódszereplő (Végzet)
- 1993 – Golden Globe-jelölés – a legjobb női epizódszereplő (Végzet)